# The Starfighters
The Starfighters is een Amerikaanse film uit 1964. De film werd geschreven, geregisseerd en geproduceerd door Will Zens. Hoofdrol werd vertolkt door Bob Dornan.

## Verhaal
Lt. John Witkowski en zijn partner Lt. York arriveren op de George Air Force Base in centraal Californië. Hier ondergaan ze een speciale training om een Lockheed F-104 Starfighter te besturen. Witkowski wordt geregeld gebeld door zijn vader, die zich zorgen maakt over de veiligheid van het toestel. Hij wil het liefst dat zijn zoon meevliegt in de bomvleugel van het toestel, net als hijzelf gedurende de Tweede Wereldoorlog. Witkowski imponeert zijn meerderen dusdanig met zijn vliegkunsten, dat hij wordt uitgekozen voor een missie naar Europa.

## Cast
| Acteur           | Personage             |
| ---------------- | --------------------- |
| Robert Dornan    | Lt. John Witkowski    |
| Richard Jordahl  | Maj. Stevens          |
| Shirley Olmstead | Mary Davidson         |
| Richard Masters  | Col. Hunt             |
| Steve Early      | Lt. York              |
| Robert Winston   | Lt. Lyons             |
| Carl Rogers      | Congressman Witkowski |
| Ralph Thomas     | Capt. O'Brien         |
| Joan Lougee      | Betty Lyon            |

## Achtergrond
De film werd bespot in de cultserie Mystery Science Theater 3000. Een vast punt van humor was dat volgens de producers van de serie (en later ook de fans) er eigenlijk niets gebeurd in de film.